# St. Helena djuphavs-bergskedja
St. Helena djuphavs-bergskedjan är en kedja undervattensberg i Sydatlanten. Kedjan har bildats av den Afrikanska kontinentalplattans rörelse över St. Helenas hetfläck.